# 喜羊羊與灰太狼之羊年喜羊羊
《喜羊羊與灰太狼之羊年喜羊羊》（英語：Amazing Pleasant Goat）是電影動畫片《喜羊羊與灰太狼》的第七部電影版。
此外，萌娃楊陽洋也加盟了《喜羊羊與灰太狼之羊年喜羊羊》並配音獻唱，除為林芷筠父親林保全去世後首部電影，也是配音員曾佩儀聲演喜羊羊的最後一部電影作品，也是喜羊羊生肖系列最後一部電影。

## 劇情
青青草原上流傳著一個古石器時代"屠龍勇士"的傳說，大家都十分嚮往。
十年前，幼年喜羊羊失足坠崖，被幼年懶羊羊拯救，被當時的喜羊羊頒發自己用瓶盖製成的勇士獎牌。與此同時，喜羊羊與懶羊羊在踢足球時友情萌芽。
可是十年後有一天，這對患難朋友的關係卻產生裂痕，原來懶羊羊發現喜羊羊已對自己救过他事忘記得一乾二淨，十分生氣。二羊友情破裂，後來更一度發展至絕交的地步……
（喜羊羊，懶羊羊及灰太狼為第一批抵達遠古時代的動物，灰太狼誤打誤撞成為古羊族駙馬。而懶羊羊則與喜羊羊的友情進一步惡化，與灰太狼差不多，誤打誤撞成為古狼族首領。喜羊羊就與企鵝威哥(表面)結為朋友，威哥起初本來只想利用他賺取食物，到後來才正式成為朋友，由喜羊羊親口認為威哥為兄弟(喜羊羊並不知道當初威哥利用他一事)。）
後來喜羊羊又被懶羊羊從崖邊救回，令喜羊羊重新記起當年的事，兩人迅速恢復和好，但喜羊羊撿勇士獎牌時遭惡龍光線照中當場石化死亡。
還好慢羊羊的溶石槍救了石化喜羊羊一命，喜羊羊得以復活。不過此時惡龍趕至，照射石化光線，令除了喜羊羊和懶羊羊的主要角色外全部石化死亡，連溶石槍也遭石化……
究竟這對朋友會如何打敗惡龍，拯救羊狼？
此外關於打敗惡龍後的後續劇集，請參見《喜羊羊與灰太狼之原始世界歷險記》。

## 角色列表
以下根据字幕表整理。

### 羊族
| 角色               | 介紹 | 國語配音            | 粵語配音（ 香港）   |
| 喜羊羊             | 因忘記十年前獎牌一事令懶羊羊大發雷霆，後來因在遠古時代發生類似事情令他記起，兩羊後和好。威哥專稱他為0803(電影中雖然威哥只是隨囗叫，實際上是喜羊羊與灰太狼系列的首播日期8月3日)。 | 祖麗晴 幼年：杨阳洋 | 曾佩儀 幼年：陳灝   |
| 美羊羊             | 與蝴蝶小可愛為朋友。 | 鄧玉婷              | 姜嘉蕾              |
| 懶羊羊             | | 梁穎 幼年：思言     | 林芷筠 幼年：黃焯昊 |
| 沸羊羊             | | 劉紅韻              | 曾秀清              |
| 慢羊羊             | | 高全勝              | 黃志明              |
| 暖羊羊             | | 鄧玉婷              | 程文意              |
| 荷花               | 古村長的女兒 | 崔子格              | 李紫昕              |
| 羊大力             | 電影初段時暗戀荷花，後段成為男女朋友，到劇集時進一步成為夫妻。 | 李團                |                     |
| 灰太狼(懶羊羊形態) | | 張琳                | 馬浚偉              |
| 古羊村村長         | | 李团                | 陳旭明              |

### 狼族
| 角色               | 介紹 | 國語配音 | 粵語配音（ 香港） |
| 灰太狼             |      | 張琳     | 馬浚偉            |
| 紅太狼             |      | 趙娜     | 劉惠雲            |
| 小灰灰             |      | 梁穎     | 吳敏熹            |
| 七大「餓」狼       |      |          |                   |
| 狼二叔             |      |          | 羅偉傑            |
| 狼表哥             |      |          | 簡健堯            |
| 懶羊羊(灰太狼型態) |      | 梁穎     | 林芷筠            |

### 其他
| 角色           | 介紹                               | 國語配音 | 粵語配音（ 香港） |
| 惡龍           | 能將所有物件和生物石化。           | 鄺穎麒   | 鄺穎麒            |
| 威哥           | 本來利用喜羊羊，後為朋友。         | 劉紅韻   |                   |
| 蝴蝶小可愛     | 曾一度遭惡龍石化，與美羊羊為朋友。 | 無對白   | 無對白            |
| 松鼠吉祥       |                                    | 無對白   | 無對白            |
| 松鼠如意       |                                    | 無對白   | 無對白            |
| 長毛象(計程車) |                                    | 無對白   | 無對白            |
| 外母鸡         |                                    | 邓玉婷   |                   |

## 電影歌曲
| 曲別         | 歌曲名稱         | 作詞   | 作曲   | 演唱者 | 備註   |
| 宣傳及片頭曲 | 別看我只是一隻羊 | 古倩敏 | 古倩敏 | 楊陽洋 |        |
| 插曲         | 知己             | 李紫昕 | 李紫昕 | 李紫昕 | 主題曲 |
| 插曲         | 狼族崛起         | 王楨   | 韋啟良 | 馬浚偉 |        |
| 插曲         | 善良的力量       | 盧永強 | 韋啟良 | 賴偉鋒 |        |
| 片尾曲       | 只要有梦想       | 盧永強 | 韋啟良 | 崔子格 |        |

## 製作團隊
- 動畫製作：上海電影集團公司、奧飛影業投資（北京）有限公司、廣東原創動力文化傳播有限公司出品、北京卡酷少兒頻道、優漫卡通衛視
- 原作：黃偉明
- 導演：黃偉明、黃曉雪
- 編劇：吳潮威、郭鵬、石建娜、劉麗凡、歐靈、李迪恩、曾玲玲、黃偉明
- 音樂：韋啟良
- 主演：祖麗晴、張琳、鄧玉婷、梁穎、楊陽洋、劉紅韻、趙娜、崔子格
- 出品人：蔡東青
- 監制：邢英、魚傑、黎瑞斯
- 統籌：金利、王麗麗、吳波、沈通、沈平

## 作品的變遷
| 廣東原創動力文化傳播有限公司            | 廣東原創動力文化傳播有限公司                | 廣東原創動力文化傳播有限公司 |
| --------------------------------------- | ------------------------------------------- | ---------------------------- |
|                                         | 喜羊羊與灰太狼之羊年喜羊羊 (2015.01.31)     |                              |
| 喜羊羊與灰太狼之飛馬奇遇記 (2014.01.16) | 喜羊羊與灰太狼大電影：筐出未來 (2022.02.01) |                              |

## 外部連結
- 豆瓣电影上《喜羊羊與灰太狼之羊年喜羊羊》的資料 （简体中文）
- 1905电影网上《喜羊羊與灰太狼之羊年喜羊羊》的资料（简体中文）
- 时光网上《喜羊羊與灰太狼之羊年喜羊羊》的資料（简体中文）
- 互联网电影数据库（IMDb）上《喜羊羊與灰太狼之羊年喜羊羊》的资料（英文）
- Box Office Mojo上《喜羊羊與灰太狼之羊年喜羊羊》的資料（英文）